# Kennblätter fremden Geräts

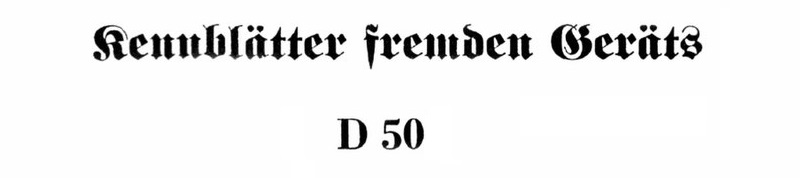
D 50 Deckblatt der Vorschrift

Kennblätter fremden Geräts bezeichnet eine umfassende Dokumentation zu Wehrmaterial, die im Zweiten Weltkrieg vom Heereswaffenamt des Deutschen Reiches als Dienstvorschriften der Wehrmacht herausgegeben wurde. Diese enzyklopädisch verwertbaren Verzeichnisse finden mit den Details der einzelnen Kennblätter für die wissenschaftlich-historische Aufarbeitung der Militärgeschichte bis in das 21. Jahrhundert allgemein Beachtung und liefern Nachweise für sonst wenig dokumentierte technische Informationen. Eine bibliothekarisch vollständig erschlossene Ausgabe aller Dokumente ist nicht bekannt.

## Entstehungsgeschichte der Dienstvorschriften der Kennblätter fremden Geräts
Das in den 1940er Jahren verbreitete Druckwerk der Wehrmacht ist eines der umfangreichsten Verzeichnisse zu militärischen Gegenständen, die für logistische Zwecke vom Heereswaffenamt angelegt wurden. Ähnlich gelagerte Aufzeichnungen aus der Zeit des Ersten Weltkrieges wurden später in den Dienstvorschriften der Reichswehr mit den Bezeichnungen D. 49/* Merkblatt über ausländisches Gerät, D. 97+ Gerätliste und D. 98/*+ Waffen des Auslandes zum Thema „Ausländische Waffen“ bekannt.
Schon zu Beginn der 1930er Jahre begann das Heereswaffenamt ein System zur Benennung von übernommenen Fremdgeräten einzuführen. Dies wurde bis zu Beginn des Zweiten Weltkriegs nicht systematisch gehandhabt, und daher bekamen nicht alle Gerätschaften von Anfang an eine eindeutige, dreistellige Nummer zugeteilt. Beispielhaft sei hier das Gewehr 24 (t) erwähnt. Diese frühen Bezeichnungen durch die Wehrmacht wurden nur teilweise nachträglich korrigiert beziehungsweise für die Kennblätter neu definiert.
Ab März 1941 begann die Wehrmacht die sogenannten Fremdgeräte in Loseblattsammlungen der Kennblätter fremden Geräts systematischer zu organisieren. Dazu sind die Inhalte der Dienstvorschriften von D. 50/1 bis D. 50/15 bekannt. In diesen Verzeichnissen wurden sowohl Waffen als auch Zubehör aufgeführt. Es wurden je nach Bedarf sämtliche Hauptteile, Baugruppen und Zubehörteile von Fremdgeräten benannt und teils auch detailliert beschrieben. Bekannt sind Verzeichnisse zu Seitenwaffen, Feuerwaffen, Panzern, Militärfahrzeugen, Atemschutzmasken sowie Schutzbekleidung und Funkgeräten. Die Kennblätter wurden fortlaufend ergänzt und mit regulärem Änderungsdienst verbreitet. Es wird angenommen, dass durch Kriegswirren Bestandteile dieser Verzeichnisse verloren gegangen sind.

### Das Kennblatt als solches
Das Kennblatt des Geräts ist der Hauptteil der Loseblattsammlung. Ein Beispiel ist in nebenstehender Datei einsehbar. Die Kennzeichnung beginnt mit der Heftnummer (Beispiel „D. 50/2“), und folgend das Land (Beispiel „Nordamerika“). Darauf folgend steht oben rechts die deutsche Kenn-Nummer (Beispiel „124 02 (a)“). Um die Waffe genau zu beschreiben, steht als erstes in der Mitte die nationale Benennung. Im Fall des MG 124 (a) steht dort „amerikanische Benennung: Rifle automatic, cal .30″ ‘Browning’ M22“. Sollte es dazu eine bekannte Abkürzung oder einen Namen geben, steht diese direkt darunter unter dem Punkt „Abkürzung:“.
Unter der nationalen Bezeichnung folgt nun die „deutsche Benennung:“ (im Beispiel hier: „7,62 mm leichtes Maschinengewehr 124 (a)“). Die folgende Zeile: „wo nötig erläutern mit“ verweist auf alternative Bezeichnungen (hier im Beispiel: „-- amk ‚Browning‘ 1922 --“). In der nächsten Zeile steht die deutsche „Abkürzung“, im vorliegenden Beispiel: „7,62 mm le MG 124 (a)“.
Darauf folgt ein Bild, um das Gerät visuell darzustellen und ein Erkennen zu vereinfachen. Es gibt nur sehr wenige Kennblätter ohne Bild. Ist dies der Fall, steht dort der Text „Bild nicht vorhanden“.
Unter dem Bild stehen nun genauere Informationen zu dem Gerät. Am Ende stehen oftmals zusätzliche Anmerkungen. Dabei kann es sich um alles Mögliche handeln, was im oberen Teil nicht angegeben wurde, zum Beispiel: gleiche Waffen, ähnliche Waffen oder Veränderungen zu gleich aussehenden Waffen. Beim le MG 124 (a) steht dort: „Das 7,62 mm le MG 124 (a) ist ähnlich dem 7,62 mm le MG 123 (a), hat aber Zweibein und Kolbenstütze.“

## Struktur der Dienstvorschriften
Die Dienstvorschriften wurden mit aufsteigenden Nummern, beginnend mit D 50/1, in Loseblattsammlungen veröffentlicht. Nachfolgend ist die Struktur dieser Hefte erläutert.

### Deckblatt
Jedes Heft der Kennblätter fremden Geräts ist im Grunde gleich aufgebaut:
- Den Anfang macht das Deckblatt. Auf diesem steht oben als Überschrift: Kennblätter fremden Geräts[6].
- Direkt darunter folgt der spezielle Titel des sogenannten Heftes. Am Beispiel für die Kennblätter der Maschinengewehre steht dort „Heft 2“ und darunter „Maschinengewehre“.
- Auf jedem Deckblatt steht ebenfalls das Datum, welches bei fast allen der 20.3.1941 ist.
- Den Abschluss auf dem Deckblatt bildet der Ort und den Verlag des Druckes. Der Ort ist „Berlin 1941“ und der Verlagstext lautet „Gedruckt bei der Ernst Steininger Druck- und Verlagsanstalt“[7]. Lediglich bei den Kennblättern 8a und 8b steht dort „Gedruckt bei Druckerei Max Kühnbaum“.

### Heftnummern
Auf dem zweiten Blatt ist das Inhaltsverzeichnis der einzelnen Kennblätter zu finden. Dieses ist als Tabelle aufgebaut, das jeweilige vorliegende Kennblatt ist fett gedruckt hervorgehoben. Als Überschrift der Zusammenfassung steht „D. 50 Kennblätter fremden Geräts hat folgende Hefte“ mit der folgenden, darunter aufgeführten Tabelle. Die Spalte Deckblatt wurde zusätzlich hinzugefügt, um die Deckblätter eintragen zu können.
Das Ausgabedatum wurde nur in der Anfangszeit eingetragen. Da die Kennblätter fremden Geräts eine ständig erneuerte Kennblattsammlung war, pflegte man nach gewisser Zeit das Ausgabedatum nicht mehr.

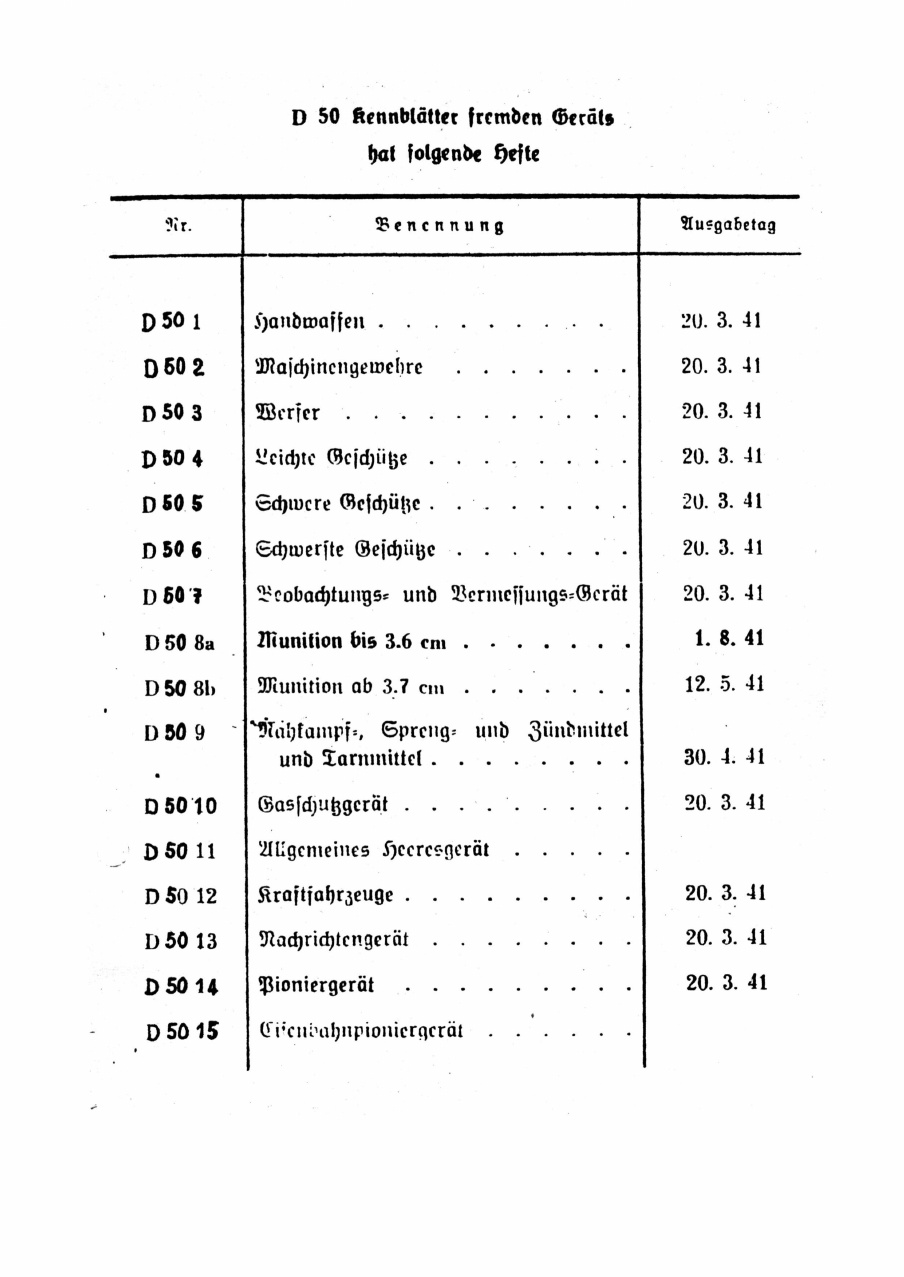
Legende in jedem Kennblatt über die verfügbaren Kennblätter mit Namen und Nummern.

| Nr.     | Benennung         | Ausgabetag | Deckblatt |
| ------- | ----------------- | ---------- | --------- |
| D. 50/1 | Handwaffen        | 20.03.41   |           |
| D. 50/2 | Maschinengewehre  | 20.03.41   |           |
| D. 50/3 | Werfer            | 20.03.41   |           |
| D. 50/4 | Leichte Geschütze | 20.03.41   |           |
| D. 50/5 | Schwere Geschütze | 20.03.41   |           |

| Nr.      | Benennung                                         | Ausgabetag | Deckblatt |
| -------- | ------------------------------------------------- | ---------- | --------- |
| D. 50/6  | Schwerste Geschütze                               | 20.03.41   |           |
| D. 50/7  | Beobachtungs- und Vermessungsgerät                | 20.03.41   |           |
| D. 50/8a | Munition bis 3,6 cm                               | 01.08.41   |           |
| D. 50/8b | Munition ab 3,7 cm                                | 12.05.41   |           |
| D. 50/9  | Nahkampf-, Spreng-, und Zündmittel und Tarnmittel | 30.04.41   |           |

| Nr.      | Benennung               | Ausgabetag | Deckblatt |
| -------- | ----------------------- | ---------- | --------- |
| D. 50/10 | Gasschutzgerät          | 20.03.41   |           |
| D. 50/11 | Allgemeines Heeresgerät | unbekannt  |           |
| D. 50/12 | Kraftfahrzeuge          | 20.03.41   |           |
| D. 50/13 | Nachrichtengerät        | 20.03.41   |           |
| D. 50/14 | Pioniergerät            | 20.03.41   |           |
| D. 50/15 | Eisenbahnpioniergerät   | unbekannt  |           |

### Nachtrag
Nachträge sind Neuerungen, welches es ständig bei den Kennblättern gab. Ein Nachtrag ist mit einem Deckblatt gekennzeichnet, auf dem (zum Beispiel):
1. Nachtrag
zur
D. 50/13
vom 20.3.41

steht. Damit der Soldat auch weiß, was er denn mit dem Nachtrag anstellen muss, ist auf dem Deckblatt eine Erklärung mit beigefügt. Auf dem 1. Nachtrag für die D. 50/13 heißt es:

„Die beiliegenden Blätter Rußland:

Vorbemerkung, Wellentafel, Inhalt, 101 bis 121 24 (r), 136

bis 124 24 (r), 145 bis 157 24 (r), 245 24 (r), 255 bis 274 24 (r),

320 24 (r), 328 bis 330 24 (r), 335 bis 348 24 (r), 480 bis 481 24 (r),

782 bis 783 24 (r), 845 24 (r)

sind unter Verwendung des beiliegenden grünen Trennblattes

zwischen die Länder Frankreich und Schweiz einzuheften.“

Jeder Nachtrag wird am Ende der Loseblattsammlung eingeheftet. Der jeweils neueste Nachtrag wird dabei vor den älteren Nachträgen abgeheftet.

### Vorgehensweise
Das folgende Blatt enthält vier Schritte zur Vorgehensweise bei der Benutzung der Kennblätter. Dabei steht an der obersten Stelle, dass diese Blätter „Für den Gebrauch!“ sind. Das bedeutet, dass die Blätter ein lebendes Dokument waren, ständig genutzt und bei Bedarf erweitert werden sollten. Darunter folgen die vier Schritte des Vorgehens:
1. Vorbemerkungen lesen!
2. Ländername im Kopf der Blätter
3. Inhaltsverzeichnisse vor den Ländern
4. Blattordnung nach den Kennnummern

### Vorbemerkungen A
Das erste Blatt mit den Vorbemerkungen trägt den Titel A. Allgemeines. Darunter folgt ein Text, in dem es heißt, dass „dieses Heft ständig ergänzt wird. Eingehende Blätter sind im Inhaltsverzeichnis nachzutragen, damit der Überblick gewahrt bleibt und die Vollständigkeit der Sammlung nachgeprüft werden kann.“ Dabei sind die Blätter dann länderweise eingeordnet, beginnend bei (b) für Belgien bis (oftmals) (r) für Russland. Wichtig hierbei ist, dass nicht das Beutezeichen (a) als erstes in den Kennblättern zu finden ist. Das Beutezeichen (a) wurde vom Heereswaffenamt als Nordamerika definiert und meint im Grunde die USA. Die Sortierung in den Kennblättern erfolgt durch die ausgeschriebenen Ländernamen und nicht durch das Beutezeichen.
Ein zweiter Text gibt die Anschriften des Heereswaffenamtes an, an die Beutematerial geschickt werden sollte. Dort wurde neues Gerät eingehend geprüft. Die Anschriften wurden wie folgt angegeben:
- Infanterie-Gerät und Pak und zugehörige Munition, sowie Kraftfahrgerät und gp. Kraftfahrzeuge aller Art -> Versuchsplatz Kummersdorf
- Artillerie-Gerät, Geschütze und zugehörige Munition -> Versuchsplatz Hillersleben
- Pioniergerät -> Pionierversuchsstelle I, Sperenberg, Kreis Teltow
- Gasschutzgerät -> Heeresgasschutzlaboratorium Spandau, Berlin-Spandau, Zitadelle
- Nachrichtengerät -> Heereswaffenamt, Berlin-Charlottenburg 2

### Vorbemerkungen B
Im Blatt mit den Vorbemerkungen B ist der Aufbau der Kenn-Nummern erklärt. Jedem Beutegerät wurde eine Kenn-Nummer (K.Nr.) zugeteilt. Dadurch konnte jedes Fremdgerät eindeutig zugewiesen, beziehungsweise erkannt und logistisch geführt werden. Die Kenn-Nummer besteht aus einer dreistelligen Gerätenummer; ergänzt mit einer zweistelligen Stoffgebietnummer. Bei einstelligen Stoffgebietnummern wird eine Null als erste Zahl vorangestellt. Statt einer 1 wird 01 eingesetzt. Zusätzlich erhielt die Kenn-Nummer noch das Beutezeichen, welches aus einem kleinen, in Klammern gesetzten Anfangsbuchstaben des Landes, von dem das Gerät übernommen wurde, besteht. Die Kenn-Nummernzuteilung erfolgte durch das Heereswaffenamt. Die Nomenklatur der Bezeichnungen ist wie folgt aufgebaut:
1. Gerätetyp = Hier wir eine Gattungsart für das Gerät angegeben.
2. Kenn-Nummer = Dies ist die dreistellige, vom Heereswaffenamt vergebene Kenn-Nummer für alle Teile dieses Gerätes.
3. Stoffgebietnummer = Diese Nummer ist eine je nach Fremdgeräteart vergebene Nummer.
4. Beutezeichen = Hier wir der Anfangsbuchstabe des Landes genannt, von dem das Gerät übernommen wurde.
5. Teilenummer = Hier wird angegeben, welche Unternummer bzw. Teilenummer zum Kenn-Nummernteilesatz des Gerätes vergeben wurde.

Zweistellige Zahlen kommen immer dann vor, wenn in dem Hauptsatz vom Gerät noch Unterteile vorhanden sind. Die Werkzeugtasche hat die Nummer 9 bekommen. Weitere kleinere Teile in der Tasche haben als Führungsnummer ebenfalls die 9 und dann, je nach Anzahl der Teile, die 1, 2 und so weiter erhalten.
Weiterhin wurden Kenn-Nummern mit einem / und einer Zahl versehen. Dies geschah immer dann, wenn von dem Fremdgerät auch eine veränderte Version existierte. So bekam zum Beispiel das sowjetische 76-mm-Feldgeschütz M1902/30 die Bezeichnung 7,62 cm Feldkanone 295/1 (r). Die rohverlängerte Variante 76-mm-Feldgeschütz M1902/40 erhielt dagegen die Bezeichnung 7,62 cm Feldkanone 295/2 (r).

### Vorbemerkungen C
In den Vorbemerkungen C werden die Stoffgebietnummern gezeigt. Diese Nummer ist eine zweistellige Nummer, welche den speziellen Bereich des Geräts definiert. Diese Nummer gibt es allerdings nicht nur bei dem Fremdgerät, sondern sie wurde von den inländischen Stoffgebiet-Nummern übernommen. Während die 01 zu den Handwaffen gehört, definiert die 02 ein Gerät aus dem Bereich Maschinengewehr und die 24 ein Gerät aus dem Bereich Funk. In der Vorschrift D 97+: Gerätliste wurden die Stoffgebietnummern wie folgt definiert (die Hilfsstoffgebiete wurden für die Kategorie Munition in den Kennblättern neu erstellt):
| Gruppe                          | Stoffgebiete               | Stoffgebiete | Hilfsstoffgebiet                                                                                               |
|                                 | Nr                         | Definition | |
| ------------------------------- | -------------------------- | --- | --- |
| Gruppe 1 Waffen und Waffengerät | 01 02 03 04 05 07 15 34 55 | Handwaffen Maschinengewehre Werfer Nahkampf-, Spreng-, und Zündgerät Geschütze Geschütz- und Werfer-Aufnahmegerät chemische Stoffe nebst zugehörigem Gerät Waffenmeistergerät Luftsperrgerät | |
| Gruppe 2 Munition               | 13 14                      | Munition (einschl. Munitionsgeräte und Munitionspack- gefäße) Nahkampf-, Spreng-, und Zündgerät (einschl. Packgefäße)                                                                        | 70 (Transportgefäße) 71 72 (Geschoss) 73 (Zünder) 74 (Kartuschen) 75 76 77 78 (Dichtungsmasse) 79 (Packgefäße) |
| Gruppe 3 Beförderungs- gerät    | 20 21 23 28 58             | Bespannfahrzeuge und Handwagen Kraftfahrzeuge (einschl. Anhänger und Beiwagen) Fahrräder Brückengerät Zeltgerät                                                                              | |

| Gruppe                                       | Stoffgebiete                                   | Stoffgebiete |
|                                              | Nr                                             | Definition |
| -------------------------------------------- | ---------------------------------------------- | --- |
| Gruppe 4 Nachrichten gerät                   | 24a 24b 24c 24d 24e 24f 35 50                  | Fernsprechgerät Funkgerät Blinkgerät Leucht- und Signalmittel, Nachrichtengeschosse Brieftaubengerät Rundfunkgerät Bildgerät Heereshundegerät |
| Gruppe 5: Richt-, Sicht-, Meß- und Bildgerät | 25 26 27 35 53 54                              | Scheinwerfergerät Beleuchtungsgerät Beobachtungs- und Vermessungsgerät Bildgerät Ballongerät Wetterdienstgerät |
| Gruppe 6: Fürsorge- gerät                    | 32 33 36a 36b 36c 36d 36e 36f 37a 37b 38 45 58 | Tarngerät und Tarnmittel Feuerlöschgerät Ärztliches Gerät Krankenpflege- und Transportgerät Verbandmittel für Sanitätszwecke Apothekengerät für Sanitätszwecke Arzneimittel für Sanitätszwecke Sanitätsausrüstungseinheiten gemischten Inhalts Veterinärärztliches Gerät Hufbeschlaggerät Gasschutzgerät Verpflegungsmittel Zeltgerät |

| Gruppe                                                 | Stoffgebiete               | Stoffgebiete |
|                                                        | Nr                         | Definition |
| ------------------------------------------------------ | -------------------------- | --- |
| Gruppe 7 Allgemeines Dienstgerät                       | 29 30 39 40 43 44 47 48 56 | Schanzzeug Werkzeug und Gerät für pioniertechnische Arbeiten und Waffen Wirtschaftsgerät Werkstätten- und Handwerkergerät Kraft- und Arbeitsmaschinen Druckvorschriften, Anweisungen, Fachliteratur Schreib-, Zeichen- und Umdruckgerät Betriebsstoffe und Reinigungsgerät Werkstoffe (auch Bau- und Deckungsstoffe) Eisenbahnbetriebs- und Eisenbahnbaugerät |
| Gruppe 8: Bekleidung und Ausrüstung für Mann und Pferd | 41 42 46                   | Bekleidung und Ausrüstung des Mannes Sonderbekleidung und Sonderausrüstung des Mannes Pferde- und Tragetierausrüstung |
| Gruppe 9 Handelsübliches Werkzeug                      |                            | |
| Gruppe 0 Sonstiges                                     |                            | |

### Beutezeichen
Das Beutezeichen kennzeichnet das Land, in dem das Fremdgerät geführt (und ggfs. erbeutet) wurde. Es kennzeichnet nicht das Herstellungsland. Dadurch kann es vorkommen, dass mehrere gleiche Geräte die gleiche Kennnummer besitzen, jedoch jeweils ein anderes Beutezeichen. Eine Erklärung zu den Beutezeichen ist in den Kennblättern fremden Geräts nicht enthalten, jedoch steht oben rechts das Land (Beispiel Belgien) und darunter die Bezeichnung der Waffe mit dem in Klammern stehenden Beutezeichen (hier im Beispiel: (b)). Dabei kann man den Kennblättern folgende Beutezeichen entnehmen (hier alphabetisch sortiert nach Beutezeichen):
| Buchstabe | Bedeutung   |
| --------- | ----------- |
| (a)       | Nordamerika |
| (b)       | Belgien     |
| (d)       | Dänemark    |
| (e)       | England     |

| Buchstabe | Bedeutung    |
| --------- | ------------ |
| (f)       | Frankreich   |
| (g)       | Griechenland |
| (h)       | Holland      |
| (i)       | Italien      |

| Buchstabe | Bedeutung   |
| --------- | ----------- |
| (j)       | Jugoslawien |
| (n)       | Norwegen    |
| (ö)       | Österreich  |
| (p)       | Polen       |

| Buchstabe | Bedeutung        |
| --------- | ---------------- |
| (r)       | Russland         |
| (s)       | Schweiz          |
| (t)       | Tschechoslowakei |
| (u)       | Ungarn           |

### Erläuterungen

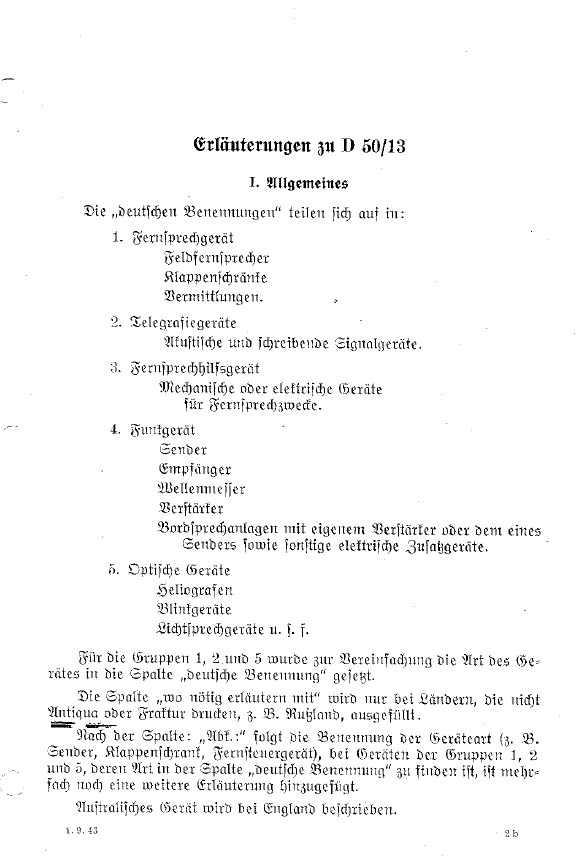
Erläuterungen Teil I

Erläuterungen konnten bislang nur bei den Kennblättern zur D. 50/13: Nachrichtengerät nachgewiesen, beziehungsweise vorgefunden werden. Diese Erläuterungen teilen sich auf drei Blätter auf:
Im ersten Blatt stehen allgemeine Informationen, zum Beispiel, dass sich die deutschen Benennungen aufteilen in
1. Fernsprechgerät (Feldfernsprecher, Klappenschränke, Vermittlungen)
2. Telegrafiegeräte (Akustische und schreibende Signalgeräte)
3. Fernsprechhilfsgeräte (mechanische oder elektrische Geräte für Fernsprechzwecke)
4. Funkgerät (Sender, Empfänger, Wellenmesser, Verstärker, Bordsprechanlagen mit eigenem Verstärker oder dem eines Sender sowie sonstige elektrische Zusatzgeräte)
5. optische Geräte (Heliografen, Blinkgeräte, Lichtsprechgeräte)

Das zweite und dritte Blatt enthalten technische Erläuterungen. Hier wird beschrieben, dass bei Sendern die Leistung, Wellenart, Wellendifferenz, Reichweite, und Schaltung grundsätzlich mit angegeben werden und was diese Angaben bedeuten. Weiterhin gibt es bei Empfängern noch die Schaltung, und bei Stromquellen werden Spannungsangaben zusätzlich geführt. Bei Antennen wird deren Länge und Art mit angegeben.

### Inhaltsverzeichnis
Das Inhaltsverzeichnis der jeweiligen Länder und Geräte ist immer gleich aufgebaut. Ein Beispiel ist in nebenstehender Datei einsehbar. Oben rechts steht die Nummer des Heftes (Beispiel D. 50/2) und darunter das Land (Beispiel Nordamerika). Die Inhaltsverzeichnisse der einzelnen Länder haben die kleinen Buchstaben a, b, c, und so weiter. Dieser kleine Buchstabe ist unter der Länderkennung vermerkt. Im Hauptteil folgte dann eine Tabelle unter der Überschrift Inhalt. Der Ausgabetag gibt hierbei an, wann das Kennblatt mit dem beschriebenen Gerät ausgegeben wurde. Gibt es ein Gerät mit Zubehör und weiteren Seiten oder Blättern (im Beispiel das MG 217 (a)), ist das Gerät und Zubehör mit einer geschweiften Klammer in der Spalte „Kennummer des Geräts“ zusammengefasst.

### Kennblatt
Der Aufbau des Kennblattes als Solches ist im ersten Abschnitt beschrieben.

## Gliederung der Dienstvorschriften nach Gerätearten
Die folgenden Gruppen zeigen die Einteilung der Fremdgeräte durch das Heereswaffenamt. Entsprechend sind die nachfolgenden Listen organisiert, in denen die jeweiligen Geräte weiter spezifiziert werden.

### Gruppe Handwaffen (D. 50/1)
| Gruppe                           | Stoffgebiete | Stoffgebiete                       |
|                                  | Nr           | Definition                         |
| -------------------------------- | ------------ | ---------------------------------- |
| Gruppe 1 Waffen und Waffengerät  | 01 34        | Handwaffen Waffenmeistergerät      |
| Gruppe 7 Allgemeines Dienstgerät | 47           | Betriebsstoffe und Reinigungsgerät |

- Liste von Dolchen gemäß den Kennblättern fremden Geräts D 50/1[9][10][11]
- Liste von Bajonetten gemäß den Kennblättern fremden Geräts D 50/1[9][10][11]
- Liste von Säbeln gemäß den Kennblättern fremden Geräts D 50/1[9][10][11]
- Liste von Selbstladepistolen gemäß den Kennblättern fremden Geräts D 50/1[9][10][12][13][11]
- Liste von Revolvern gemäß den Kennblättern fremden Geräts D 50/1[9][10][12][13][11]
- Liste von Einzelladerbüchsen gemäß den Kennblättern fremden Geräts D 50/1[9][10][12][13][11]
- Liste von Mehrladerbüchsen gemäß den Kennblättern fremden Geräts D 50/1[9][10][12][13][11]
- Liste von Selbstladegewehren gemäß den Kennblättern fremden Geräts D 50/1[9][10][12][13][11]
- Liste von Maschinenpistolen gemäß den Kennblättern fremden Geräts D 50/1[9][10][14][11]
- Liste von Gewehrgranaten gemäß den Kennblättern fremden Geräts D 50/1[9][10][12][13][11]
- Liste von Panzerabwehrhandwaffen gemäß den Kennblättern fremden Geräts D 50/1[9][10][14][11]
- Liste von Reinigungsgeräten gemäß den Kennblättern fremden Geräts D 50/1[9][11]

### Gruppe Maschinengewehre (D. 50/2)
| Gruppe                          | Stoffgebiete | Stoffgebiete                        |
|                                 | Nr           | Definition                          |
| ------------------------------- | ------------ | ----------------------------------- |
| Gruppe 1 Waffen und Waffengerät | 02 34        | Maschinengewehre Waffenmeistergerät |

- Liste von leichten Maschinengewehren gemäß den Kennblättern fremden Geräts D 50/2[15][10][12][13][16]
- Liste von schweren Maschinengewehren gemäß den Kennblättern fremden Geräts D 50/2[15][10][12][13][16]
- Liste von Kampfwagen-Maschinengewehren gemäß den Kennblättern fremden Geräts D 50/2[15][10][12][13]
- Liste von Flugzeug-Maschinengewehren gemäß den Kennblättern fremden Geräts D 50/2[15][10][12][13]
- Liste von Maschinengewehr-Karren gemäß den Kennblättern fremden Geräts D 50/2[15]
- Liste von Reinigungsgerät gemäß den Kennblättern fremden Geräts D 50/2[15]

### Gruppe Artillerie (D. 50/3, D. 50/4, D. 50/5, D. 50/6)
| Gruppe                          | Stoffgebiete | Stoffgebiete     |
|                                 | Nr           | Definition       |
| ------------------------------- | ------------ | ---------------- |
| Gruppe 1 Waffen und Waffengerät | 03 05        | Werfer Geschütze |

- Liste von Granatwerfern gemäß den Kennblättern fremden Geräts D 50/3[17][18][19][20][16]
- Liste von Flugabwehrkanonen gemäß den Kennblättern fremden Geräts D 50/4[21][22][16]
- Liste von Panzerabwehrkanonen gemäß den Kennblättern fremden Geräts D 50/4[21][20][23][16]
- Liste von Artillerie gemäß den Kennblättern fremden Geräts D 50/4 und D50/5 und D 50/6[21][24][25][20][26]
- Liste von Eisenbahngeschützen gemäß den Kennblättern fremden Geräts D 50/6[25][20][16]
- Liste von Kampfwagenkanonen gemäß den Kennblättern fremden Geräts D 50/4 und D 50/5[21][24][20]

### Gruppe optische Geräte (D. 50/7)
| Gruppe                                      | Stoffgebiete | Stoffgebiete                       |
|                                             | Nr           | Definition                         |
| ------------------------------------------- | ------------ | ---------------------------------- |
| Gruppe 5 Richt-, Sicht-, Meß- und Bildgerät | 27           | Beobachtungs- und Vermessungsgerät |

- Liste von Beobachtungsfernrohren gemäß den Kennblättern fremden Geräts D 50/7[27]
- Liste von Handwinkelfernrohren gemäß den Kennblättern fremden Geräts D 50/7[27]
- Liste von Kommandogeräten gemäß den Kennblättern fremden Geräts D 50/7[27]
- Liste von Kompassen gemäß den Kennblättern fremden Geräts D 50/7[27]
- Liste von Messkreisen gemäß den Kennblättern fremden Geräts D 50/7[27]
- Liste von Richtkreisen gemäß den Kennblättern fremden Geräts D 50/7[27]
- Liste von Rundblickfernrohren gemäß den Kennblättern fremden Geräts D 50/7[27]
- Liste von Schallgeräten gemäß den Kennblättern fremden Geräts D 50/7[27]
- Liste von Scharteneinsätzen gemäß den Kennblättern fremden Geräts D 50/7[27]
- Liste von Scherenfernrohren gemäß den Kennblättern fremden Geräts D 50/7[27]
- Liste von Sehrohren gemäß den Kennblättern fremden Geräts D 50/7[27]
- Liste von Winkelmessern gemäß den Kennblättern fremden Geräts D 50/7[27]
- Liste von Zieleinrichtungen gemäß den Kennblättern fremden Geräts D 50/7[27]
- Liste von Zielfernrohren gemäß den Kennblättern fremden Geräts D 50/7[27]

### Gruppe Munition (D. 50/8a und D. 50/8b)
| Gruppe            | Stoffgebiete | Stoffgebiete                                                                                               | Stoffgebiete                                                               |
|                   | Nr           | Definition                                                                                                 | Hilfsstoffgebiet                                                           |
| ----------------- | ------------ | --- | -------------------------------------------------------------------------- |
| Gruppe 2 Munition | 13 14        | Munition (einschl. Munitionsgerät und -packgefäße) Nahkampf-, Spreng-, und Zündgerät (einschl. Packgefäße) | 70 71 72 (Geschoss) 73 (Zünder) 74 (Treibladung) 75 76 77 78 79 (Behälter) |

- Liste von Patronenmunition gemäß den Kennblättern fremden Geräts D 50/8a[28][14]
- Liste von Transportbehältern gemäß den Kennblättern fremden Geräts D 50/8a und D 50/8b[28][29]

### Gruppe Nahkampf,- Spreng,- und Zündmittel, Brandmittel, Sperren (D. 50/9)
| Gruppe                           | Stoffgebiete | Stoffgebiete                                                               |
|                                  | Nr           | Definition                                                                 |
| -------------------------------- | ------------ | -------------------------------------------------------------------------- |
| Gruppe 1 Waffen und Waffengerät  | 04 15        | Nahkampf,- Spreng,- und Zündgerät chemische Stoffe nebst zugehörigem Gerät |
| Gruppe 2 Munition                | 14           | Nahkampf,- Spreng,- und Zündgerät (einschl. Packgerfäße)                   |
| Gruppe 7 Allgemeines Dienstgerät | 30           | Werkzeug und Gerät für pioniertechnische Arbeiten und Waffen               |

- Liste von Brandmitteln gemäß den Kennblättern fremden Geräts D 50/9[30]
- Liste von Flammenwerfern gemäß den Kennblättern fremden Geräts D 50/9[30]
- Liste von Handgranaten gemäß den Kennblättern fremden Geräts D 50/9[30]
- Liste von Minen gemäß den Kennblättern fremden Geräts D 50/9[30]
- Liste von Minensuchgeräten gemäß den Kennblättern fremden Geräts D 50/9[30]
- Liste von Sperren gemäß den Kennblättern fremden Geräts D 50/9[30]
- Liste von Sprengmitteln gemäß den Kennblättern fremden Geräts D 50/9[30]
- Liste von Transportbehältern gemäß den Kennblättern fremden Geräts D 50/9[30]
- Liste von Übertragungskörpern gemäß den Kennblättern fremden Geräts D 50/9[30]
- Liste von Zündmitteln gemäß den Kennblättern fremden Geräts D 50/9[30]

### Gruppe Gasschutz (D50/10)
| Gruppe                 | Stoffgebiete | Stoffgebiete   |
|                        | Nr           | Definition     |
| ---------------------- | ------------ | -------------- |
| Gruppe 6 Fürsorgegerät | 38           | Gasschutzgerät |

- Liste von Alarmierungsgeräten gemäß den Kennblättern fremden Geräts D 50/10[31]
- Liste von Atemschutzgeräten gemäß den Kennblättern fremden Geräts D 50/10[31]
- Liste von Entgiftungsgeräten gemäß den Kennblättern fremden Geräts D 50/10[31]
- Liste von Entgiftungsmitteln gemäß den Kennblättern fremden Geräts D 50/10[31]
- Liste von Erkennungsmitteln gemäß den Kennblättern fremden Geräts D 50/10[31]
- Liste von Filtermitteln gemäß den Kennblättern fremden Geräts D 50/10[31]
- Liste von Gasschutzbekleidung gemäß den Kennblättern fremden Geräts D 50/10[31]
- Liste von Lüftungsgerät gemäß den Kennblättern fremden Geräts D 50/10[31]
- Liste von Markierungsmitteln gemäß den Kennblättern fremden Geräts D 50/10[31]
- Liste von Nebelmitteln gemäß den Kennblättern fremden Geräts D 50/10[31]
- Liste von Reinigungsgerät gemäß den Kennblättern fremden Geräts D 50/10[31]
- Liste von Transportbehältern gemäß den Kennblättern fremden Geräts D 50/10[31]
- Liste von Übungsmitteln gemäß den Kennblättern fremden Geräts D 50/10[31]

### Gruppe Fahrzeuge (D. 50/11, D. 50/12)
| Gruppe                       | Stoffgebiete | Stoffgebiete                                    |
|                              | Nr           | Definition                                      |
| ---------------------------- | ------------ | ----------------------------------------------- |
| Gruppe 3 Beförderungs- gerät | 21           | Kraftfahrzeuge (einschl. Anhänger und Beiwagen) |

- Liste von Anhängern gemäß den Kennblättern fremden Geräts D 50/12[32][33][34]
- Liste von Artilleriezugmaschinen gemäß den Kennblättern fremden Geräts D 50/12[32][33][34][35]
- Liste von gepanzerten Schleppern gemäß den Kennblätter fremden Geräts D 50/12[32][33][34][16][36][37]
- Liste von Panzerbefehlswagen gemäß den Kennblättern fremden Geräts D 50/12[32][33][34][36]
- Liste von Panzerjägern gemäß den Kennblättern fremden Geräts D 50/12[32][33][34][36][38][39]
- Liste von Panzerkampfwagen gemäß den Kennblättern fremden Geräts D 50/12[32][33][34][16][35]
- Liste von Panzerspähwagen gemäß den Kennblättern fremden Geräts D 50/12[32][33][34][16][35]
- Liste von Schienenfahrzeugen gemäß den Kennblättern fremden Geräts D 50/12[32]
- Liste von Transportkraftwagen gemäß den Kennblättern fremden Geräts D 50/12[32][33][34][35]

### Gruppe Fernkommunikation (D50/13)
| Gruppe                     | Stoffgebiete | Stoffgebiete                         |
|                            | Nr           | Definition                           |
| -------------------------- | ------------ | ------------------------------------ |
| Gruppe 4 Nachrichten gerät | 24a 24b 24c  | Fernsprechgerät Funkgerät Blinkgerät |

- Liste von Antennenkopplungsgeräten gemäß den Kennblättern fremden Geräts D 50/13[40]
- Liste von Blinkgeräten gemäß den Kennblättern fremden Geräts D 50/13[40]
- Liste von Bordsprechanlagen gemäß den Kennblättern fremden Geräts D 50/13[40]
- Liste von Feldtelefonen gemäß den Kennblättern fremden Geräts D 50/13[40]
- Liste von Fernschreibgeräten gemäß den Kennblättern fremden Geräts D 50/13[40]
- Liste von Fernsteuergeräten gemäß den Kennblättern fremden Geräts D 50/13[40]
- Liste von Festungsfunkanlagen gemäß den Kennblättern fremden Geräts D 50/13[40]
- Liste von Funkgeräten gemäß den Kennblättern fremden Geräts D 50/13[40]
- Liste von Handapparaten gemäß den Kennblättern fremden Geräts D 50/13[40]
- Liste von Heliographen gemäß den Kennblättern fremden Geräts D 50/13[40]
- Liste von Morsegeräten gemäß den Kennblättern fremden Geräts D 50/13[40]
- Liste von Peilgeräten gemäß den Kennblättern fremden Geräts D 50/13[40]
- Liste von Signallampen gemäß den Kennblättern fremden Geräts D 50/13[40]
- Liste von Transportgeräten gemäß den Kennblättern fremden Geräts D 50/13[40]
- Liste von Übertragungsgeräten gemäß den Kennblättern fremden Geräts D 50/13[40]
- Liste von Vermittlungsgeräten gemäß den Kennblättern fremden Geräts D 50/13[40]
- Liste von Verstärkern gemäß den Kennblättern fremden Geräts D 50/13[40]
- Liste von Wellenmessgeräten gemäß den Kennblättern fremden Geräts D 50/13[40]

### Gruppe Pioniergerät (D. 50/14)
| Gruppe                       | Stoffgebiete | Stoffgebiete |  | Gruppe                           | Stoffgebiete | Stoffgebiete |
|                              | Nr           | Definition   |  |                                  | Nr           | Definition   |
| ---------------------------- | ------------ | ------------ |  | -------------------------------- | ------------ | ------------ |
| Gruppe 3 Beförderungs- gerät | 28           | Brückengerät |  | Gruppe 7 Allgemeines Dienstgerät | 29           | Schanzzeug   |

- Liste von Schanzzeug gemäß den Kennblättern fremden Geräts D 50/14[41]
- Liste von Schwimmbrücken gemäß den Kennblättern fremden Geräts D 50/14[41]

## Rezeption
Zu den Kennblättern fremden Geräts wurde von Thorsten Heber eine geschichtliche Betrachtung zum Stellenwert der Verwendung von erbeuteten Handwaffen und Gerät seit den napoleonischen Kriegen veröffentlicht. Es wird aufgezeigt, dass der Anteil der von der Wehrmacht eingesetzten Fremdgeräte und Waffen entgegen früherer Auffassungen zur Materialversorgung der Wehrmacht als zu gering angesetzt wurde. Die Detailinformationen aus den Dienstvorschriften erlauben die genaue Identifizierung von Gerätschaften und Waffen und ermöglichen historische Rückschlüsse. Der Grad an Unterversorgung der Wehrmacht mit Waffen und die logistischen Anforderungen der Vielfalt von Waffen mit „252 Munitionsarten von denen 47 Arten nicht mehr produziert wurden“ sind in Werken zum Verlauf des Zweiten Weltkrieges weitgehend unbeachtet. Auf diesem Hintergrund wird das Werk der Dienstvorschriften zu den Kennblättern fremden Geräts als wertvolles Zeitdokument zur historischen Aufarbeitung betrachtet.
Die Kennblätter fremden Geräts werden von Terry Gander und Peter Chamberlain in ihrem Werk Enzyklopädie deutscher Waffen 1939–1945 auf Seite 11 erwähnt. Insbesondere stützt sich das Werk von Gander/Chamberlain ausdrücklich auf die hier behandelten Listen: D. 50/1, D. 50/2, D. 50/3, D. 50/4, D. 50/5 und D. 50/6, die als Quellen genannt werden.
Die Kennblätter fremden Geräts sind umfangreich mit diversen Teilbereichen und Ausgaben in den Beständen des deutschen Bundesarchives vorhanden. Sie werden auch antiquarisch gehandelt und sind als Nachdrucke erhältlich. Stellvertretend für einen der gewerblichen Anbieter von Nachdrucken eine Beschreibung zum Inhalt der Kennblätter:

„Die ‚Kennblätter fremden Geräts‘ des Heereswaffenamtes beschreiben in äußerst anschaulicher Weise unter Wiedergabe der wesentlichen technischen Details, die im Bild dargestellten Blank-, Hand- und Faustfeuerwaffen, die während des Zweiten Weltkrieges bis Dezember 1943 als Beutegeräte in der Wehrmacht eingeführt worden sind. Hierzu wurden sie neu benannt und mit einer Kennnummer versehen. … Als Grundlage und Beleg zum Aufbau einer kulturhistorisch bedeutsamen Sammlung von unterschiedlichen Waffenmodellen verschiedener Länder dieser Epoche ist dieser Nachdruck ein unverzichtbarer Bestandteil …“

### Fachpublikationen
- Chris Bishop (Hrsg.): Waffen des zweiten Weltkriegs: eine Enzyklopädie. über 1500 Waffensysteme: Handfeuerwaffen, Flugzeuge, Artillerie, Kriegsschiffe, U-Boote. Dt. Erstausg. Auflage. Bechtermünz, Augsburg 2000, ISBN 3-8289-5385-9 (Originaltitel: The Encyclopedia of weapons of World War II: the comprehensive guide to over 1,500 weapons systems, including tanks, small arms, warplanes, artillery, ships, and submarines. 1998. Übersetzt von Neumann & Nürnberger). (jeweils mit Angabe der Fremdgerätenummer)
- Terry Gander: Alliierte Infanteriewaffen des Zweiten Weltkrieges. The Crowood Press, 2000, ISBN 1-86126-354-6 (englisch: Allied Infantry Weapons of World War Two.).
- Terry Gander, Peter Chamberlain: Enzyklopädie deutscher Waffen : 1939–1945; Handwaffen, Artillerie, Beutewaffen, Sonderwaffen. Motorbuch Verlag, 2008, ISBN 978-3-613-02481-6.
- Terry Gander, Peter Chamberlain: Granatwerfer und Raketen. Arco Publishing Company, 1975, ISBN 0-668-03817-9 (englisch: Mortarts and Rockets.).
- Terry Gander, Peter Chamberlain: Leichte und schwere Artillerie. Arco Publishing Company, 1975, ISBN 0-668-03820-9 (englisch: Light and Medium Field Artillery.).
- Terry Gander, Peter Chamberlain: Panzerabwehrkanonen. Arco Publishing Company, 1974, ISBN 0-668-03607-9 (englisch: Anti-Tank Weapons.).
- Terry Gander, Peter Chamberlain: Flugabwehrkanonen. MacDonald & Janes, 1975, ISBN 0-356-08083-8 (englisch: Anti-Aircraft Guns.).
- Terry Gander, Peter Chamberlain: Infanterie-, Gebirgs- und Luftlandegeschütze. TBS The Book Service Ltd, 1975, ISBN 0-356-08226-1 (englisch: Infantry, Mountain and Airborne Guns.).
- Terry Gander, Peter Chamberlain: Alliierte Pistolen, Gewehre und Granaten. Macdonald and Jane’s, 1976, ISBN 0-354-01004-2 (englisch: Allied Pistols, Rifles and Grenades.).
- Terry Gander, Peter Chamberlain: Pistolen, Gewehre und Granten der Achsenmächte. TBS The Book Service Ltd, 1976, ISBN 0-354-01030-1 (englisch: Axis Pistols, Rifles and Grenades.).
- Wolfgang Fleischer: Waffen-Arsenal: Beutewaffen und -gerät der deutschen Wehrmacht 1938–1945. Podzun-Pallas-Verlag, Wölfersheim-Berstadt 1996, ISBN 3-7909-0566-6.
- Thorsten Heber: Kennblätter fremden Geräts. ein Nachschlagewerk über die Beutehandwaffen der Wehrmacht. Books on Demand GmbH, Norderstedt 2008, ISBN 978-3-8370-4042-5.
- Fritz Hahn: Waffen und Geheimwaffen des deutschen Heeres 1933–1945, Band I Koblenz 1986, ISBN 3-7637-5830-5 (zit. als „Hahn Bd.I“)
- Fritz Hahn: Waffen und Geheimwaffen des deutschen Heeres 1933–1945, Band II Koblenz 1987, ISBN 3-7637-5832-1 (zit. als „Hahn Bd.II“)
- Ian Hogg: Militärische Kleinwaffen des 20. Jahrhunderts. Gun Digest Books, 2000, ISBN 3-89555-433-2 (englisch: Military Small Arms of the 20th Century.).
- Thomas L. Jentz, Hilary Louis Doyle: Beute-Panzerkampfwagen. British, American, Russian, and Italian tanks captured from 1940 to 1945. Boyds, 2008, ISBN 978-0-9815382-1-1 (englisch).
- Fred Koch: Panzer gegen Panzer: Deutsche Panzer und ihre Gegner bis 1945. Eine Gegenüberstellung. Dörfler Verlag GmbH, 2003, ISBN 3-89555-433-2.
- Alexander Lüdeke: Beutepanzer der Wehrmacht. Österreich, Tschechoslowakei, Polen, Niederlande, Belgien und Frankreich 1938-1945. Motorbuch, Stuttgart 2011, ISBN 978-3-613-03291-0.
- Werner Regenberg, Horst Scheibert: Beutepanzer unterm Balkenkreuz -Russische Kampfpanzer-. Podzun-Pallas-Verlag, Friedberg 1989, ISBN 3-7909-0359-0.
- Werner Regenberg: Beutepanzer unterm Balkenkreuz, Panzerspähwagen und gepanzerte Radfahrzeuge. Podzun-Pallas-Verlag, Wölfersheim-Berstadt 1994, ISBN 3-7909-0494-5.
- Werner Regenberg: Beutepanzer unterm Balkenkreuz, Amerikanische und englische Kampfpanzer. Podzun-Pallas-Verlag, Friedberg 1992, ISBN 3-7909-0448-1.
- Werner Regenberg: Beutepanzer unterm Balkenkreuz, Kleinkampfwagen und gepanzerte Vollkettenschlepper. Podzun-Pallas-Verlag, Wölfersheim-Berstadt 1996, ISBN 3-7909-0573-9.
- Werner Regenberg, Horst Scheibert: Beutepanzer unterm Balkenkreuz, Französische Kampfpanzer. Podzun-Pallas-Verlag, Friedberg 1990, ISBN 3-7909-0392-2.
- Walter J. Spielberger: Beute-Kraftfahrzeuge und -Panzer der deutschen Wehrmacht. In: Militärfahrzeuge. 2.  Auflage. Band 12. Motorbuch Verlag, Stuttgart 1992, ISBN 3-613-01255-3.
- Klemens W. Künneke: Kennblätter fremden Geräts D. 50/1 Handwaffen (Originalgetreuer Nachdruck). Selbstverlag, Hannover 1989.

### Veröffentlichungen der Wehrmacht
- D. 50/1 Kennblätter fremden Geräts, Handwaffen. In: Heereswaffenamt (Hrsg.): Dienstvorschriften der Wehrmacht. Ernst Steiniger Druck- und Verlagsanstalt, Berlin 1941.
- D. 50/2 Kennblätter fremden Geräts, Maschinengewehre. In: Heereswaffenamt (Hrsg.): Dienstvorschriften der Wehrmacht. Ernst Steiniger Druck- und Verlagsanstalt, Berlin 1941.
- D. 50/3 Kennblätter fremden Geräts, Werfer. In: Heereswaffenamt (Hrsg.): Dienstvorschriften der Wehrmacht. Ernst Steiniger Druck- und Verlagsanstalt, Berlin 1941.
- D. 50/4 Kennblätter fremden Geräts, Leichte Geschütze. In: Heereswaffenamt (Hrsg.): Dienstvorschriften der Wehrmacht. Ernst Steiniger Druck- und Verlagsanstalt, Berlin 1941, OCLC 869879415.
- D. 50/5 Kennblätter fremden Geräts, Schwere Geschütze. In: Heereswaffenamt (Hrsg.): Dienstvorschriften der Wehrmacht. Ernst Steiniger Druck- und Verlagsanstalt, Berlin 1941.
- D. 50/6 Kennblätter fremden Geräts, Schwerste Geschütze. In: Heereswaffenamt (Hrsg.): Dienstvorschriften der Wehrmacht. Ernst Steiniger Druck- und Verlagsanstalt, Berlin 1941, OCLC 869879415.
- D. 50/7 Kennblätter fremden Geräts, Beobachtungs- und Vermessungsgerät. In: Heereswaffenamt (Hrsg.): Dienstvorschriften der Wehrmacht. Ernst Steiniger Druck- und Verlagsanstalt, Berlin 1941.
- D. 50/8a Kennblätter fremden Geräts, Munition bis 3,6 cm. In: Heereswaffenamt (Hrsg.): Dienstvorschriften der Wehrmacht. Druckerei Max Kühnbaum, Berlin 1941.
- D. 50/8b Kennblätter fremden Geräts, Munition ab 3,7 cm. In: Heereswaffenamt (Hrsg.): Dienstvorschriften der Wehrmacht. Druckerei Max Kühnbaum, Berlin 1941.
- D. 50/9 Kennblätter fremden Geräts, Nahkampf-, Spreng-, und Zündmittel und Tarnmittel. In: Heereswaffenamt (Hrsg.): Dienstvorschriften der Wehrmacht. Ernst Steiniger Druck- und Verlagsanstalt, Berlin 1941.
- D. 50/10 Kennblätter fremden Geräts, Gasschutzgerät. In: Heereswaffenamt (Hrsg.): Dienstvorschriften der Wehrmacht. Ernst Steiniger Druck- und Verlagsanstalt, Berlin 1941.
- D. 50/11 Kennblätter fremden Geräts, Allgemeines Heeresgerät. In: Heereswaffenamt (Hrsg.): Dienstvorschriften der Wehrmacht. Ernst Steiniger Druck- und Verlagsanstalt, Berlin 1941.
- D. 50/12 Kennblätter fremden Geräts, Kraftfahrzeuge. In: Heereswaffenamt (Hrsg.): Dienstvorschriften der Wehrmacht. Ernst Steiniger Druck- und Verlagsanstalt, Berlin 1941.
- D. 50/13 Kennblätter fremden Geräts, Nachrichtengerät. In: Heereswaffenamt (Hrsg.): Dienstvorschriften der Wehrmacht. Ernst Steiniger Druck- und Verlagsanstalt, Berlin 1941.
- D. 50/14 Kennblätter fremden Geräts, Pioniergerät. In: Heereswaffenamt (Hrsg.): Dienstvorschriften der Wehrmacht. Ernst Steiniger Druck- und Verlagsanstalt, Berlin 1941.
- D. 50/15 Kennblätter fremden Geräts, Eisenbahnpioniergerät. In: Heereswaffenamt (Hrsg.): Dienstvorschriften der Wehrmacht. Ernst Steiniger Druck- und Verlagsanstalt, Berlin 1941.
- D 97/1+ Gerätliste (Heer). In: Heereswaffenamt (Hrsg.): Dienstvorschriften der Wehrmacht. Berlin 1943.
- D 435/2b Handbuch, Die Munition der Beutegeschütze und Werfer. (Griechenland, Jugoslawien, Polen, Russland). In: Oberkommando des Heeres (Hrsg.): Dienstvorschriften der Wehrmacht. Berlin 20. März 1943 (Online bei Archive.org – Internet Archive).